# Krexham
Krexham ist eine Katastralgemeinde und Ortschaft der Gemeinde Pennewang im oberösterreichischen Bezirk Wels-Land im Hausruckviertel.
Krexham liegt im Hausruckviertel auf 395 m Seehöhe. Krexham befindet sich 16 Kilometer westlich der Stadt Wels und 1 Kilometer südöstlich von Pennewang. Die Katastralgemeinde setzt sich aus dem zentralen Teil der Gemeinde zusammen und umfasst eine Fläche von 6,2 km². Die Ausdehnung von Nord nach Süd beträgt rund 2,2 km und von Ost nach West rund 3 km.
Die Ortschaft Krexham hat 52 Einwohner (Stand 2001). Zur Katastralgemeinde gehören außerdem die Ortschaften Arbing (26 Einwohner), Dirnberg (15 Einwohner), Horning (2 Einwohner), Oberfils (23 Einwohner), Pennewang (Hauptort der Gemeinde, 117 Einwohner), Weinzierl (15 Einwohner), und Wiesham (67 Einwohner).